# Василије Винце Вујић
Василије Винце Вујић (Сента, 28. март 1945) јесте српски професор физичке културе у пензији. Био је дугогодишњи професор у Земунској гимназији, у којој је радио четрдесет година. Унук је великог српског добротвора, колекционара и велепоседника Јоце Вујића.
Почасни је члан оснивач Удружења за културу, уметност и међународну сарадњу „Адлигат” у којем је са својом супругом, књижевницом Тањом Крагујевић, формирао заједнички легат, као и Збирку Јоце Вујића.

## Биографија
Василије је рођен 28. марта 1945. године у Сенти, у породичној кући која је била и први приватни музеј на српским просторима, некадашњи Музеј Јоце Вујића. Његов деда, Јоца Вујић, био је велики добротвор српског народа, колекционар уметнина и велепоседник, а по његовој жељи унуцима Иди, Василију и Дарки придодато је и презиме Винце, у сећање на Јоцину вољену супругу Валерију Винце. 
Василије је основну и средњу школу завршио у родној Сенти, а још у младости активно се бавио атлетиком. По завршетку средње школе уписао је Државни институт за физичку културу (ДИФ), где је и дипломирао 1968. године. Непосредно по дипломирању, 1969, запослио се као професор физичког васпитања у Земунској гимназији, где је радио све до пензионисања 2010. године. Остао је запамћен као професор са најдужим радним стажом у овој гимназији, где је предавао од почетка до краја своје радне каријере.
Током дуге педагошке каријере добио је више значајних признања за постигнуте резултате и успехе у раду са ученицима које је за разна и бројна такмичења припремао и предводио. О њему је у својој књизи „Незабор Незаборављених - сећања и сведочанства о значајним личностима Земунске гимназије” (2018) писао дугогодишњи директор гимназије, професор Милош Бјелановић, где Василија, између осталог, назива идолом и легендом Земунске гимназије.

## Легат Тање и Василија у Удружењу „Адлигат”
Василије и његова супруга Тања Крагујевић, обоје почасни чланови оснивачи Удружења за културу, уметност и међународну сарадњу „Адлигат”, заједно су 2017. године формирали породични легат у овој институцији. Са поклонима Удружењу отпочели су још 2012. године, а након званичног формирања легата он је изложен у просторијама Музеја српске књижевности на Бањици. У оквиру легата издвојене су и две засебне збирке, Збирка Јоце Вујића и Збирка Стевана и Лепе Крагујевић. 

Василије је у оквиру легата, осим значајних предмета који су некада били део Музеја Јоце Вујића, попут устаничког оружја, појаса принцезе Ксеније Петровић Његош, ћерке краља Николе, и других, поклонио и неколико својих медаља, плакета и захвалница које је добијао претходних деценија као професор Земунске гимназије.
- Плакета која му је уручена за постигнуте успехе у области физичке културе
- Златна плакета за освојено прво место екипе коју је водио на првенство Београда у кошарци
- Бронзана и сребрна плакета